# Bolusia rhodesiana
Bolusia rhodesiana är en ärtväxtart som beskrevs av Corbishley. Bolusia rhodesiana ingår i släktet Bolusia och familjen ärtväxter. Inga underarter finns listade i Catalogue of Life.